# Test calorique (médecine)

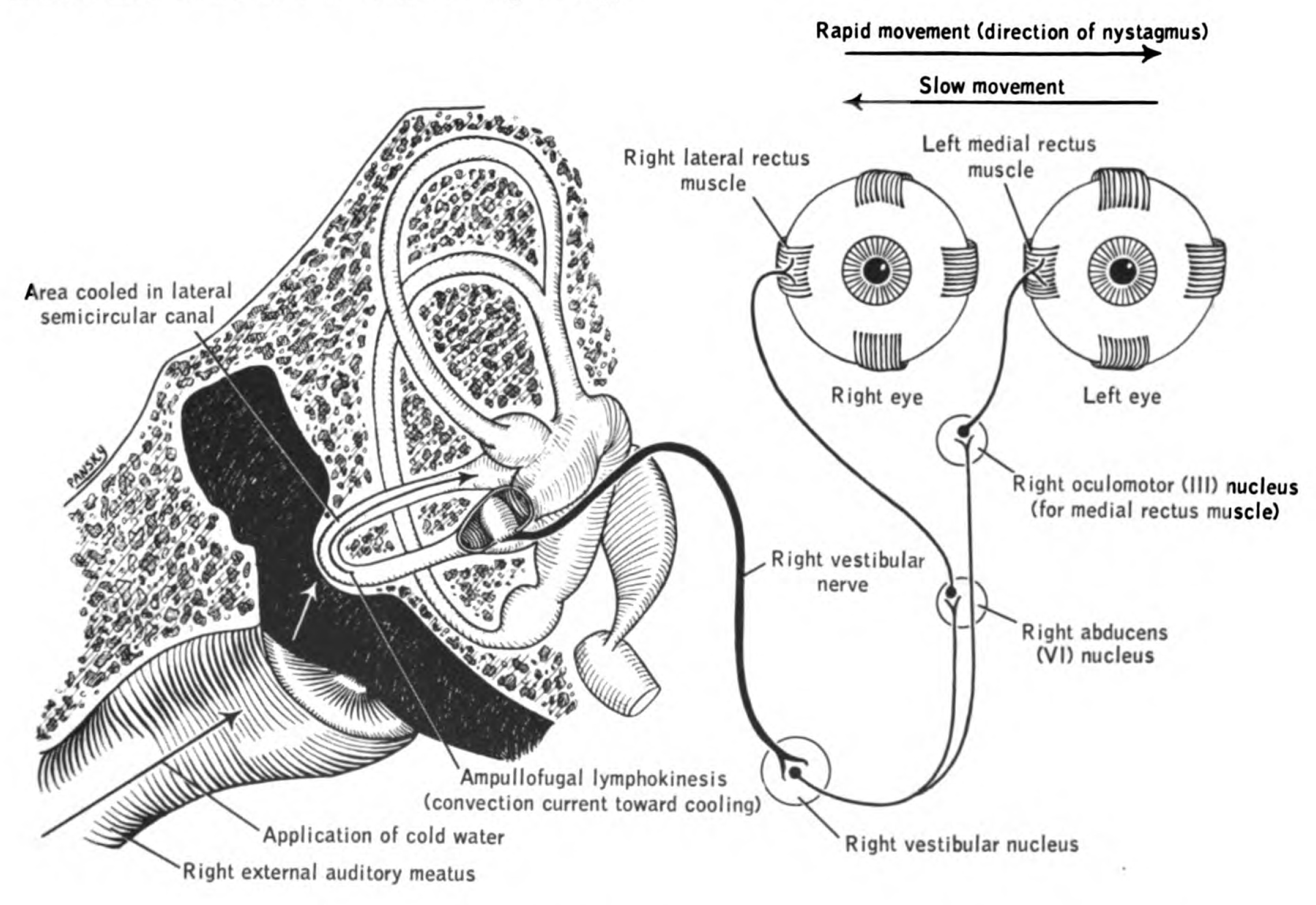

En médecine, le test calorique (parfois appelé stimulation vestibulaire calorique) est une technique de stimulation du réflexe vestibulo-oculaire qui consiste à injecter un courant d'eau ou d'air, froid ou chaud, dans le conduit auditif externe. Cette méthode a été développée par Robert Bárány, lauréat du prix Nobel en 1914 pour cette découverte.

## Utilisation
Cette technique est employée par les médecins, ORL et autres professionnels habilités à diagnostiquer une asymétrie du système vestibulaire périphérique. Le test calorique est généralement utilisé en complément de l'électronystagmographie (ENG). Il fait aussi partie des examens capables de détecter les lésions du tronc cérébral.  
Des recherches ont montré que l'utilisation de la stimulation vestibulaire calorique pouvait soulager temporairement les douleurs liées au syndrome du membre fantôme chez les personnes amputées ou paraplégiques. Cette stimulation peut également provoquer une rémission temporaire de l'anosognosie, de certains symptômes de la négligence spatiale unilatérale, de l'hémianesthésie et avoir d'autres effets sur les syndromes qui accompagnent les lésions de l'hémisphère cérébral droit. 

## Méthode et résultats
L'eau (ou l'air) froide ou chaude est directement injectée dans le conduit auditif externe, le plus souvent à l'aide d'une seringue. La différence de température entre le corps humain et l'eau injectée forme un courant de convection dans l'endolymphe du canal semi-circulaire horizontal voisin, soit le plus proche de l'oreille externe et donc le plus facile à stimuler. L'écoulement de l'endolymphe se fait dans des directions opposées selon que la nature de la stimulation (froide ou chaude). Chez la personne saine, il en résulte un nystagmus horizontal dont la phase rapide pousse brusquement les yeux du sujet dans la direction opposée à l'oreille stimulée. Dans le cas où l'eau chaude est utilisée, l'effet est inversé et c'est vers l'oreille stimulée que les yeux se tournent lors de la phase rapide.     
Une absence de réaction oculaire suggère une défaillance du canal semi-circulaire horizontal située du côté stimulé. 
Chez les patients dans le coma ayant des lésions cérébrales, la phase rapide du nystagmus est absente puisque celle-ci est contrôlée par les hémisphères cérébraux. En conséquence, seule la phase lente se manifeste, celle-ci se traduisant pas une orientation des yeux inverse à celle de la phase rapide. Par conséquent, une stimulation à l'eau froide entraînera une déviation des yeux vers l'oreille irriguée. Si les deux phases du nystagmus (lente et rapide) sont absentes, cela suggère des dommages importants au niveau du tronc cérébral.   

## Moyen mnémotechnique
Un moyen mnémotechnique employé en langue anglaise pour se souvenir de l'orientation des yeux lors de la phase rapide du nystagmus est « COWS »: Cold, Opposite et Warm, Same. En phase rapide, les yeux se tournent vers l'oreille opposée à la stimulation quand l'eau est froide (à 30 °C) et vers l'oreille stimulée quand l'eau est chaude.